# Юга (приток Маткозера)
Юга — река в России, протекает по территории Повенецкого городского поселения Медвежьегорского района. Длина реки — 10 км, площадь водосборного бассейна — 457 км².
Река берёт начало из Конжозера на высоте 123,3 над уровнем моря.
Течёт преимущественно в западном направлении по заболоченной местности.
Река в общей сложности имеет десять притоков суммарной длиной 16 км.
Втекает на высоте 94,1 м над уровнем моря в Маткозеро, через которое протекает Беломорско-Балтийский канал.

## Бассейн
Главные притоки Юги:
- Матвеевка
- Красная

### Озёра
К бассейну Юги относятся озёра:
- Конжозеро (исток Юги) с втекающей рекой Конжей и её притоками Повенчанкой и Рыбоксой
- Пурнозеро (бассейн Красной)
- Рыбозеро (исток Конжи)

Населённые пункты на реке отсутствуют.
Код объекта в государственном водном реестре — 02020001312102000005041.